# José Fernando Cuadrado
José Fernando Cuadrado Romero (Valledupar, 1985. június 1. –) kolumbiai válogatott labdarúgó, a Once Caldas játékosa.

## Pályafutása

### Klubcsapatban
A Millonarios saját nevelésű játékosa, valamint profi játékos is itt lett. 2010-ben rövid ideig a Deportivo Cali csapatát erősítette, majd innen igazolt a Deportivo Pasto csapatához. 2013 óta az Once Caldas labdarúgója.

### A válogatottban
A felnőtt válogatott tagjaként a 2018-as labdarúgó-világbajnokságon is részt vett.

## Statisztika
| Kolumbia | Kolumbia | Kolumbia |
| Év       | Mérk.    | Gólok    |
| -------- | -------- | -------- |
| 2014     | 0        | 0        |
| 2015     | 2        | 0        |
| 2016     | 2        | 0        |
| 2017     | 1        | 0        |
| 2018     | 0        | 0        |
| Összesen | 1        | 0        |